# Olmos Park
Olmos Park – miasto w Stanach Zjednoczonych, w stanie Teksas, w hrabstwie Bexar, całkowicie otoczone przez San Antonio.